# サイクロン・エンパイア
サイクロン・エンパイア (Cyclone Empire)は、ドイツ・バーデン＝ヴュルテンベルク州シュトゥットガルト行政管区ゲッピンゲン郡ラウターシュタインに本社を置くレコード会社・音楽専門商社。主にデスメタルやスラッシュメタル、ドゥームメタルを取り扱うヘヴィメタルレーベルでもある。1996年にヘヴィメタル音楽関連商品を扱う専門商社として設立。当初は、フランスのホーリー・レコードやオランダのヴィック・レコードなどの音源を取り扱っていた。また、ドイツ、オーストリア、スイスにおいては、インターコード・レコード・サービス (Intercord Record Service)と提携していた。その後、インターコード・レコード・サービスの解散などを受けて、ドイツやヨーロッパへの輸入事業を中心としつつも、東欧を中心に全世界を対象とした輸出事業に注力するようになる。2005年11月の時点で、160レーベル、11000タイトルを超える商品を取り扱っている。
2000年代中頃からはバンドと直接契約、自社レーベルで作品もリリースするようになり、レコード会社としても活動するようになっている。

## アーティスト一覧

### 現在のアーティスト
- 40 Watt Sun
- Blessed Curse
- Darkness by Oath
- December Flower
- Demiurg
- Demonical
- Down Among the Dead Men
- Ereb Altor
- Facebreaker
- Fragments of Unbecoming
- Funebrarum
- General Chaos
- Gloria Morti
- Icons of Brutality
- Mightiest
- Mirror of Deception
- Mountain Throne
- Mythological Cold Towers
- Onheil
- Ophis
- Paganizer
- Pentagram Chile
- Puteraeon
- Saturnus
- Shakhtyor
- Sideblast
- The Foreshadowing
- The Grotesquery
- Victims of Creation
- Warfect
- Winter of Sin
- Zombified

### 過去のアーティスト
- A Canorous Quintet
- Asphyx
- Atrocity
- Before The Dawn
- Black Sun Aeon
- Bodyfarm
- Dawn of Winter
- Desolation Angels
- Dew-Scented
- Evocation
- Graveyard
- Hail of Bullets
- Interment
- Isole
- Legion of the Damned
- Master
- Nocturnus
- Nominon
- October Tide
- Omega Massif
- Pagan Altar
- Pale Divine
- Regurgitate
- Revel in Flesh
- Revolting
- Semlah
- Spiritus Mortis
- Strapping Young Lad
- Tephra
- Thanatos
- Timo Rautiainen（英語版） & Trio Niskalaukaus
- Tormented
- Triumphant
- Warbringer
- Warning